# مارتین بواکیه
مارتین بواکیه (انگلیسی: Martin Boakye؛ زادهٔ ۱۰ فوریهٔ ۱۹۹۵) بازیکن فوتبال اهل ایتالیا است که برای باشگاه فوتبال استقلال ایران در لیگ برتر خلیج فارس بازی میکند. بنظر آرام جوینده (همسر سپهر حیدری) به دنبال عقد کردن با مارتین بواکیه است .